# Natters
Natters – gmina w Austrii, w kraju związkowym Tyrol, w powiecie Innsbruck-Land. Liczy 1938 mieszkańców (1 stycznia 2015).